# Hermann Stövesand
Hermann Stövesand (* 16. Juni 1906 in Bochum; † 15. Dezember 1992) war ein deutscher Schauspieler.

## Leben
Hermann Stövesand arbeitete als Motorenschlosser in Bochum und trat bereits zu dieser Zeit in mehreren Laientheatern auf. Am 30. Januar 1933 begann seine Schauspiellaufbahn. So spielte er in Bochum auf einer Freilichtbühne den Jedermann, wobei er entdeckt wurde. Anschließend war in Paderborn, Essen, Zittau und Schwerin engagiert. Nach dem Engagement in Schwerin ging er mit Spielzeitbeginn 1950/1951 an das Staatstheater Dresden als Charakterdarsteller. Hier übernahm er ab 1953 auch die Aufgabe eines Spielleiters. Regelmäßige Auftritte führten ihn viele Jahre als Gast an das Harzer Bergtheater. In Dresden wirkte er bis 1991. In der Ahnengalerie des Schauspielhauses ist sein Porträt von Christoph Wetzel zu sehen. Regelmäßig wurde er auch für Film- und Fernsehrollen engagiert. Bei der DEFA wirkte er in mehreren Animationsfilmen als Sprecher mit.
Seine Söhne Reinhold Stövesand (1939–2015) und Christian Stövesand (1944–1991) ergriffen ebenfalls den Beruf des Schauspielers. Sein Enkel Hermann Schulz (* 1961) wurde 1981 DDR-Meister im Eiskunstlauf.

## Filmografie
- 1951: Das Beil von Wandsbek
- 1951: Die letzte Heuer
- 1952: Das verurteilte Dorf
- 1961: Die seltsame Historia von den Schiltbürgern (als Sprecher)
- 1962: Die schwarze Galeere
- 1965: Solange Leben in mir ist
- 1980: Die Schmuggler von Rajgrod
- 1983: Fariaho
- 1987: Bebel und Bismarck
- 1988: Einer trage des anderen Last …

## Theater
- 1949: Sophokles: Antigone (Kreon) – Regie: Hans Burckhardt/Rudolf Schaller (Mecklenburgisches Staatstheater Schwerin)
- 1950: Friedrich Schiller: Wilhelm Tell (Tell) – Regie: Richard Ulrich (Bergtheater Thale)
- 1950: William Shakespeare: König Johann – Regie: Martin Hellberg (Staatstheater Dresden)
- 1951: Nikolai Pogodin: Missouri-Walzer (Gewerkschaftsführer) – Regie: Martin Hellberg (Staatstheater Dresden)
- 1951: Nikolai Pogodin: Das Glockenspiel des Kreml (Rybakow) – Regie: Martin Hellberg (Staatstheater Dresden)
- 1952: Romain Rolland: Robespierre (Le Bas) – Regie: Arthur Jopp/Max Burghardt (Leipziger Städtisches Schauspielhaus)
- 1952: Miloslaw Stehlik (nach Anton Makarenko): Der Weg ins Leben (Makarenko) – Regie: Guido Reif (Staatstheater Dresden)
- 1952: Nikolai Pogodin: Der Mann mit dem Gewehr (Der Mann mit dem Gewehr) – Regie: Guido Reif (Staatstheater Dresden)
- 1953: Gotthold Ephraim Lessing: Minna von Barnhelm (Tellheim) – Regie: Carl Balhaus (Staatstheater Dresden)
- 1953: Friedrich Wolf: Floridsdorf (Regimentsführer Heinz) – Regie: Guido Reif (Staatstheater Dresden)
- 1954: Wsewolod Wischnewski: Das unvergeßliche Jahr 1919 (Matrose Schibajew) – Regie: Hannes Fischer (Staatstheater Dresden)
- 1954: Friedrich Schiller: Die Räuber (Karl Moor) – Regie: Fritz Wendel (Bergtheater Thale)
- 1955: Friedrich Schiller: Wallenstein (Wallenstein) – Regie: Hannes Fischer (Staatstheater Dresden)
- 1955: Heinrich von Kleist: Prinz Friedrich von Homburg oder die Schlacht bei Fehrbellin (Obrist Kottwitz) – Regie: Fritz Wendel (Staatstheater Dresden)
- 1956: Gerhart Hauptmann: Fuhrmann Henschel (Henschel) – Regie: Ottofritz Gaillard (Staatstheater Dresden)
- 1957: Heinrich von Kleist: Die Hermannschlacht –  Regie: Curt Trepte (Harzer Bergtheater)
- 1960: Alexei Arbusow: Irkutsker Geschichte (Meister Serdjuk) – Regie: Hannes Fischer (Staatstheater Dresden)
- 1962: William Shakespeare: Troilus und Cressida (Ajax) – Regie: Hannes Fischer (Staatstheater Dresden)
- 1962: Gerhart Hauptmann: Die Ratten (Maurerpolier John) – Regie: Gotthard Müller (Staatstheater Dresden)
- 1968: Jurij Brězan: Mannesjahre (Nikolaus Delent) – Regie: Hans Dieter Mäde/Helfried Schöbel (Staatstheater Dresden)
- 1970: Seán O’Casey: Ein Freudenfeuer für den Bischof (Landarbeiter Codger) – Regie: Hans Dieter Mäde (Staatstheater Dresden)
- 1978: Heinrich von Kleist: Das Käthchen von Heilbronn – Regie: Hannes Fischer (Staatstheater Dresden)

## Hörspiele
- 1961: Anna Elisabeth Wiede: Die Sonnenuhr (Riese) – Regie: Flora Hoffmann (Kinderhörspiel – Rundfunk der DDR; Übernahme durch Litera, 1963)
- 1967: Maxim Gorki: Feinde (Akimow) – Regie: Hans Dieter Mäde (Theater – Litera)

## Auszeichnungen
- 1976: Ehrenmitglied des Staatsschauspiel Dresden[4]
- 1981: Martin-Andersen-Nexö-Kunstpreis der Stadt Dresden[5]